# Vakuum
U klasičnoj fizici vakuum je prazan prostor bez bilo kakve materije ili fizikalnih polja. U suvremenoj kvantnoj teoriji polja vakuum je ispunjen kvantnim fluktuacijama.
U tehnici se pojam vakuum ovisno o području primjene koristi za veliki raspon vrijednosti tlaka nižih od atmosferskog, pa se npr. tlak niži od 0,1 Pa često naziva visoki vakuum.
Djelomičan vakuum možemo stvoriti uklanjanjem dijela zraka ili plina iz posude, čime postižemo da je tlak unutar posude niži od atmosferskog tlaka izvan nje.